# Морошан Тамара Володимирівна
Морошан Тамара Володимирівна (нар. 1 лютого 1953, с. Михальча Сторожинецький район Чернівецька область) — українська поетеса, журналістка, педагог. Член НСЖУ. Кореспондент Українського радіо у Португалії.

## Біографія
Тамара Морошан (Лаврук) народилася 1 лютого 1953 року в селі Михальча Сторожинецького району Чернівецької області. Закінчила філологічний факультет Чернівецького державного університету. Працювала у Новодністровській школі № 1 після переїзду з родиною на будівництво Дністровської ГЕС у Сокирянському районі — кореспондентом-організатором районного радіомовлення, кореспондентом газети Дністробуду «За высокие темпы» в Новодністровську, а також редактором інформаційного вісника «Новодністровськ». Нині мешкає у Португалії, працювала редактором у емігрантській газеті «Слово», кореспондентом Українського радіо у Португалії. Автор поетичних збірок «Чебреці землі» (Сокиряни, Філіал видавництва "Буковина", 1992), «Настроение» (1993), «Я прийшла у цей світ любити» (Лісабон, 2008), "В саду олив" (Чернівці, видавничий дім "Букрек", 2019). Співавтор "Енциклопедії сучасної літератури" Частина 4 (2016), альманахів "Галактика любові" (2017), "Серце Європи" (2017), виданих у Хмельницькому.

## Пісні на слова Тамари Морошан
Спільно з композитором, заслуженим працівником культури України Михайлом Мафтуляком та композитором Михайлом Рожко створили пісні:
- Зустріч. — Збірник «Першоцвіти». — Чернівці: Місто, 2004 — С. 99-102.
- Мій край — чудова сторона. — Збірник «Лунає музика землі…». — Снятин: Музично-видавничий дім «В. Лазаренко», 2008. — С. 35-37.

## Громадська діяльність
- Член дільничної виборчої комісії на виборах народних депутатів України 2012 року [1400 — 092, м. Лісабон, Рештелу, Авені даш Дешкуберташ, 18].